# Clematis macgregorii
Clematis macgregorii är en ranunkelväxtart som beskrevs av Merrill. Clematis macgregorii ingår i släktet klematisar, och familjen ranunkelväxter. Inga underarter finns listade i Catalogue of Life.